# Union Gap
Union Gap è una città degli Stati Uniti d'America, situata nello Stato di Washington, nella Contea di Yakima.